# 빌리 길모어
빌리 길모어(Billy Clifford Gilmour, 2001년 6월 11일 글래스고 ~ )는 현재 이탈리아 세리에 A의 SSC 나폴리 소속이다.

## 클럽 경력
프랭크 램파드 감독 취임 이후 프리시즌에 1군과 함께 뛰다가 경기가 있어서 첫 경기 이후 런던으로 돌아간 갤러거, 마트센 같은 동년배 유스들과 달리 더비에서 깊은 인상을 보여준 마운트, 토모리 등과 뛰는 중이다. 하지만 이안 마트센과 함께 일본 비자가 발급되지 않아서 가와시마와의 경기나 바르셀로나와의 라쿠텐 컵은 출전이 불가능하여 런던으로 복귀하였다.
리그 4라운드 셰필드 유나이티드 전에서 후반 10분 정도를 남겨두고 교체 출장하였다. 팀이 1점차 리드를 하고는 있었지만 밀리고 있는 상황에서 투입으로 경기를 지켜보던 팬들이 우려를 했고 길모어와의 핏과는 무관하게 팀은 동점골을 먹히며 홈 첫승에 실패하였다.
한국시각 9월 13일 4년 재계약을 하였다.
그림즈비타운과의 카라바오컵 32강전에서 첫 선발출장을 하였고, 102회의 터치 96개의 패스 중 93개를 성공시키는 등 중원에서 인상적인 활약을 펼쳤다.
리그 12라운드, 크리스탈 팰리스 전에서 교체투입되었다.
2020년 2월 12일(한국시각) 정식으로 첼시의 1군으로 콜업되었다.
리버풀과의 FA컵 16강전에서 코바치치의 파트너로 선발출장하여 수비형 미드필더 롤을 충실히 수행했다. 무난하게 풀타임을 소화한 것으로 모자라 패스, 탈압박, 수비 가담에서 모두 훌륭한 모습을 보이면서 팀의 승리를 이끌었다. 스카이스포츠와 풋볼런던 등의 언론에서는 빌모어에게 팀 내 최고 평점인 9점을 주머 그의 활약을 칭찬했다. 경기 종료 후 공식 MOM으로 선정되었다.
시즌 후, 길모어는 2020년 8월 25일(한국시간)에 올해의 유스 선수상을 수상했다.
2021년 7월 2일(한국시간)에 노리치 시티로 임대 이적하였다.